# Tre kronors vägs bostadsområde

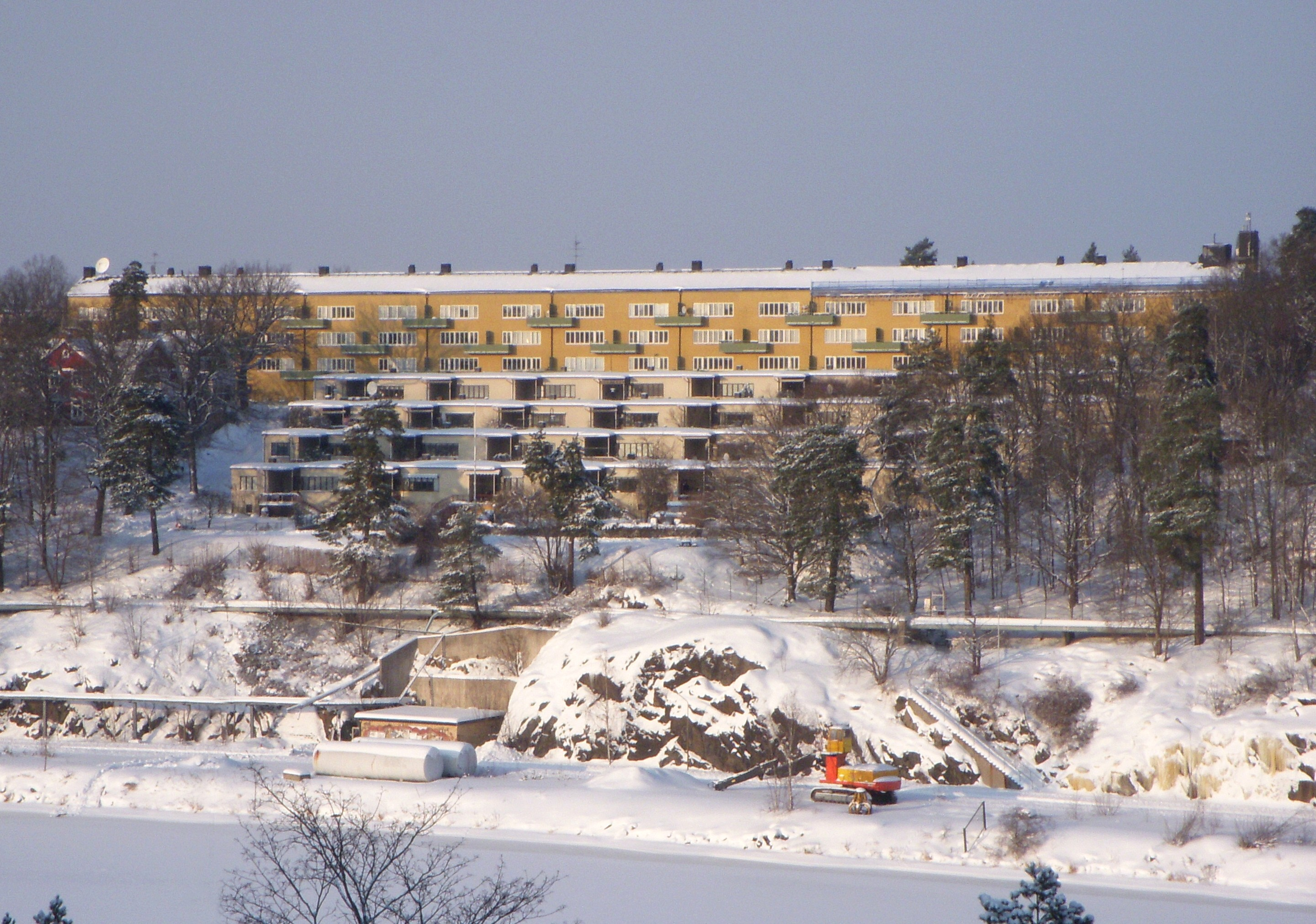
Kvarnholmens radhus och lamellhus 2010.

Tre kronors vägs bostadsområde ligger på Kvarnholmen i Nacka kommun. Området, som grupperar sig längs norra och södra sidan av Tre Kronors väg, består av radhus och smalhus. Bebyggelsen planerades 1928–1930 av KFAI som ett mönstersamhälle för de anställda vid Kvarnen Tre Kronor. Området är sedan 2016 ett lagskyddat byggnadsminne.

## Historik

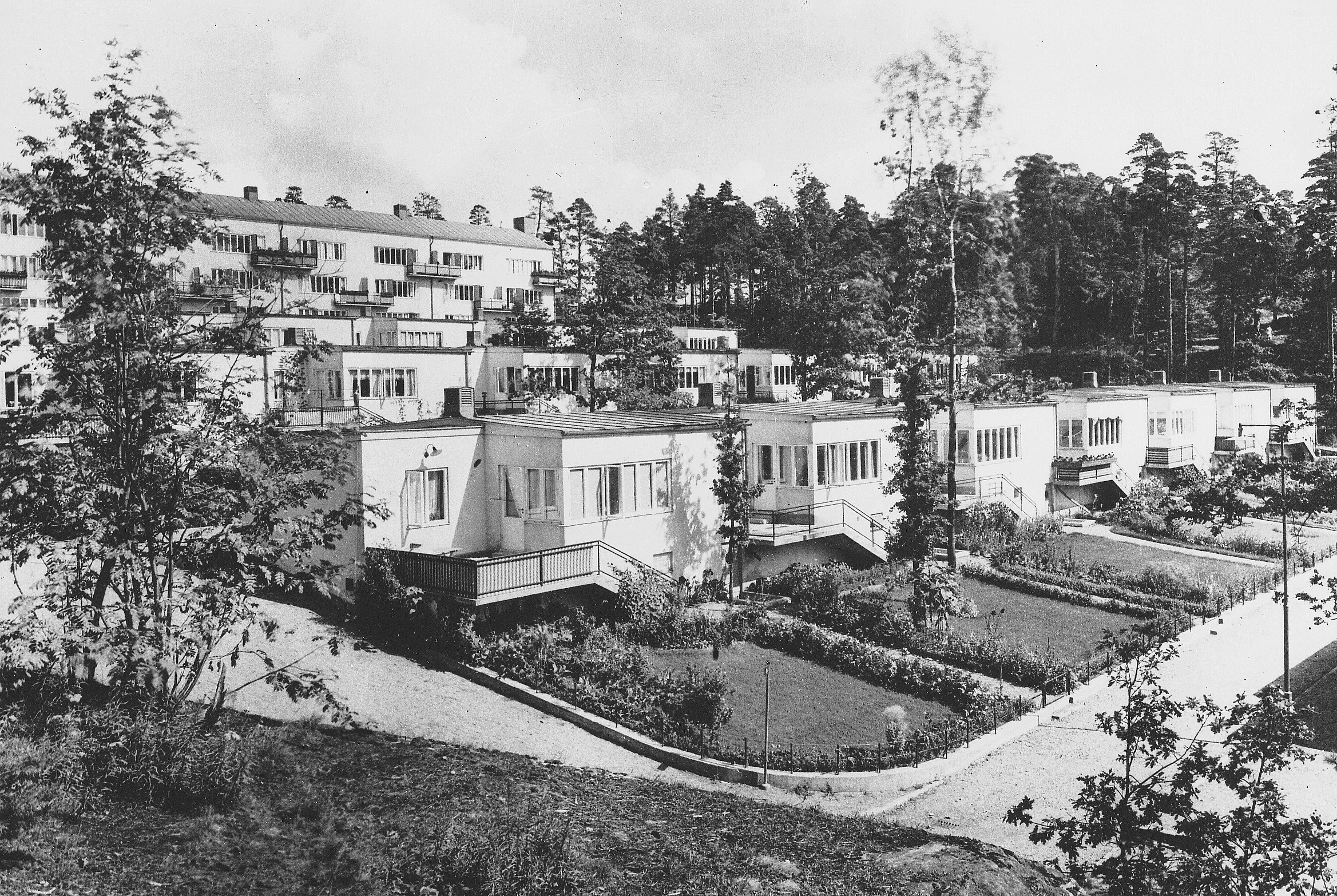
Kvarnholmens radhus på 1940-talet.

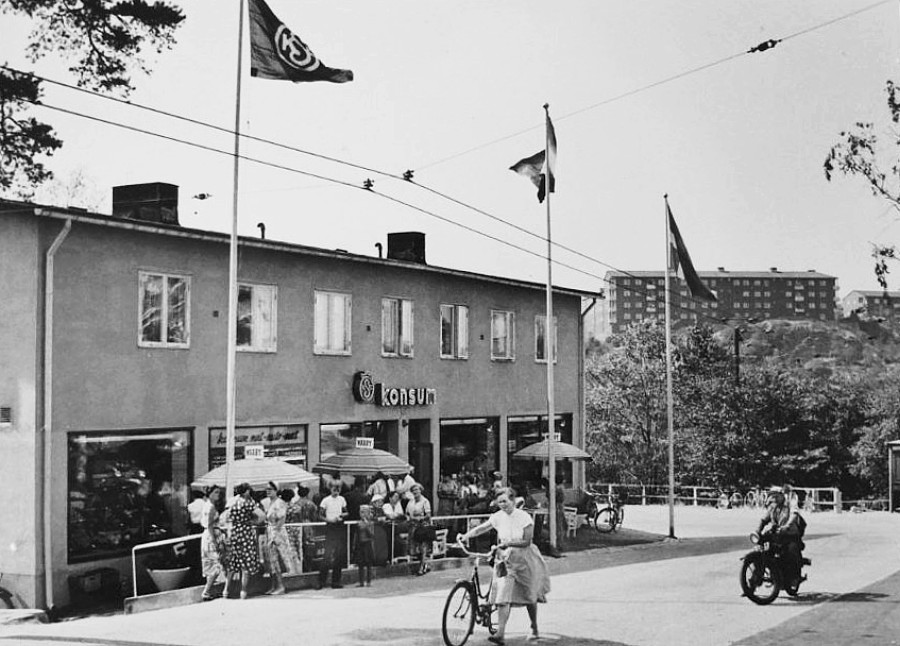
Konsumbutiken på 1950-talet.

### Den ursprungliga anläggningen
År 1928 hade antalet anställda vid Kvarnen Tre Kronor ökat så mycket att det blev nödvändigt att bygga nya bostäder. Uppdraget utfördes av Kooperativa förbundets arkitektkontor (KFAI) och arkitekterna Eskil Sundahl och  Olof Thunström svarade för utformningen. Bebyggelsen består av 30 radhus för tjänstemän anlagda på den södra sluttningen av Kvarnholmen med utsikt över Svindersviken samt högst upp ett smalhus för arbetarfamiljer. 
Radhusen är grupperade i fyra parallella rader och har sina entréer mot norr och trädgårdarna mot syd. Mellan huslängorna finns internvägar vars namn har anknytning till KF:s kvarnverksamhet. Högst upp återfinns Havrevägen, i mitten Vetevägen och längst ner Rågvägen. På sidorna ligger Siktvägen och Valsvägen. Varje hus bestod av två rum och kök samt badrum och separat toalett och en väl tilltagen uteplats under tak. Inspirationen till radhusområdet hämtade Olof Thunström på arkitekturutställningen Weissenhofsiedlung i Stuttgart som han besökte 1927.
Lamellhuset norr om Tre kronors väg är ett smalhus med bredd 9,2 meter. Huset innehöll i början 54 enrumslägenheter. Köken fick samma storlek som i radhusen. År 1932 fick Kvarnholmens bostadsområde en direkt väganslutning, när Kvarnholmsbron (invigd 1924) fick en övre körbana. Denna väganslutning bröts dock 1985.

### Konsumbutiken
Till anläggningen hörde också en Konsumbutik med fyra lägenheter på övre planet. Byggnaden ritades av KFAI:s arkitekt Haqvin Carlheim-Gyllensköld, kollegan Artur von Schmalensee har dock signerat ritningen från 1934. Huset stod klart 1935 och var till en början en butik med betjäning. År 1955 byggdes butiken om till snabbköp (självbetjäning) och nyårsafton 1977 upphörde affärsverksamheten. Sedan 2017 finns en förskola i huset.

### EPA-huset
År 1934 uppfördes ytterligare ett fyravånings bostadshus strax norr om det ursprungliga smalhuset. Den längan innehöll 40 lägenheter om två rum och kök samt duschrum. Det kallades EPA-huset av de boende och var ritat av Artur von Schmalensee. Lägenheterna hade ursprungligen flyttbara väggar vilket inte uppskattades eftersom det blev för lyhört. Husets uppvärmningssystem utgjordes av strålningsvärme från innertaken, som inte heller fungerade tillfredsställande. På 1940-talet byttes dessa till vanliga radiatorer. De boende uppfattade byggnaden som ett experimenthus med dålig kvalitet (därav öknamnet "EPA-huset"). Idag är huset interiört starkt förändrat, bland annat är originalinredningen i kök och bad utbytt.

### Bilder, bostadsbebyggelsen

Radhusområdet
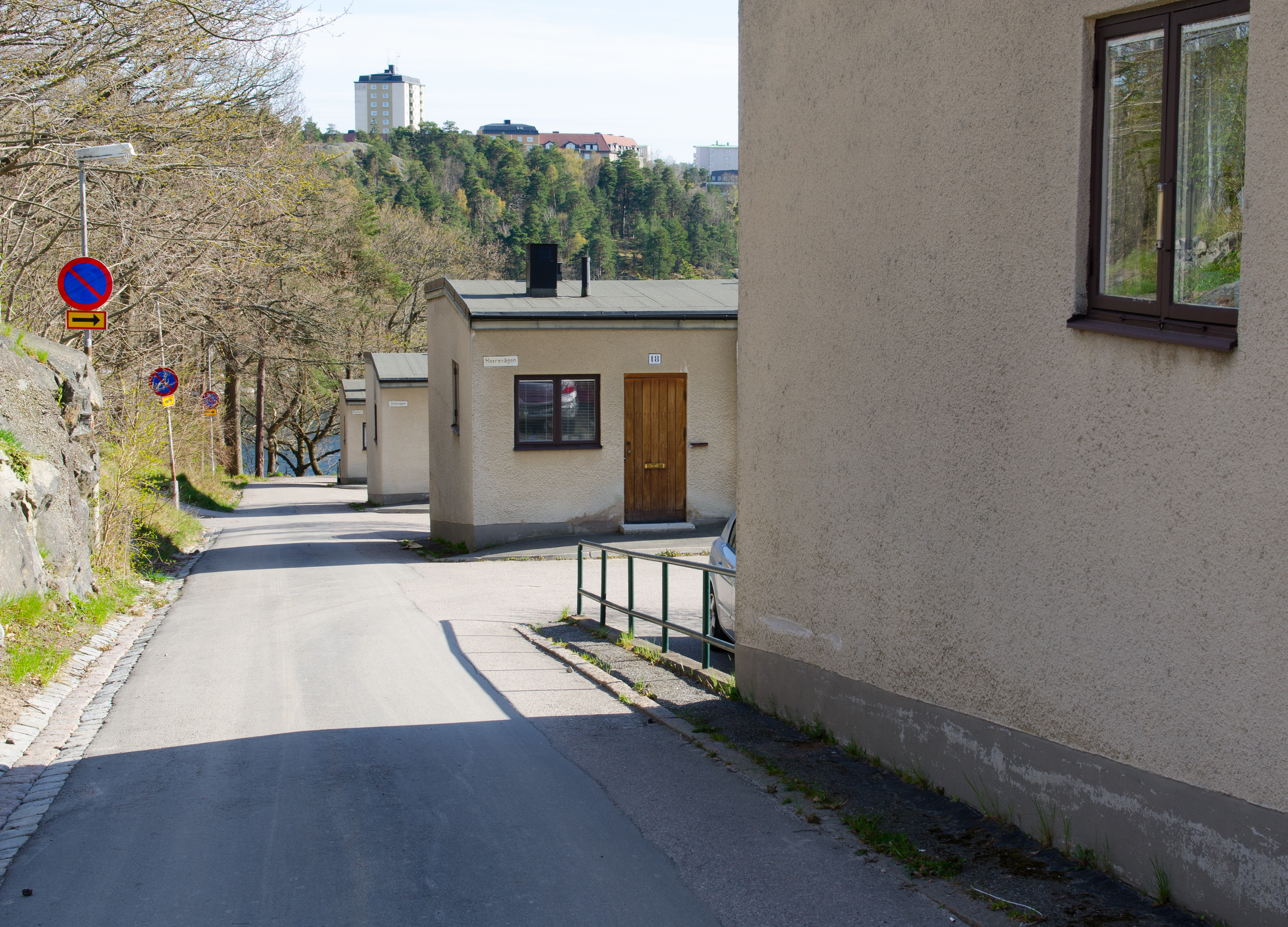
Siktvägen.
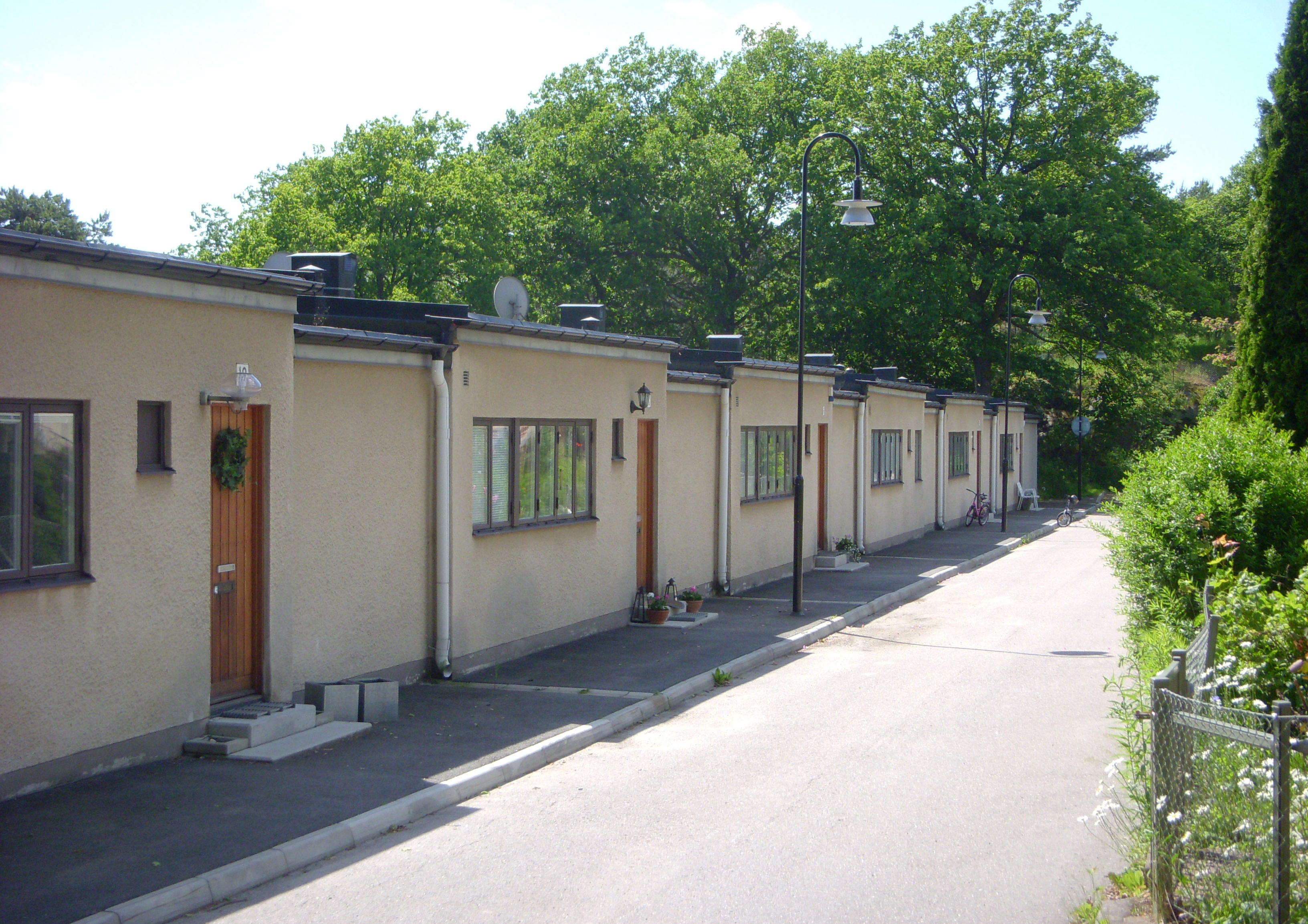
Rågvägen
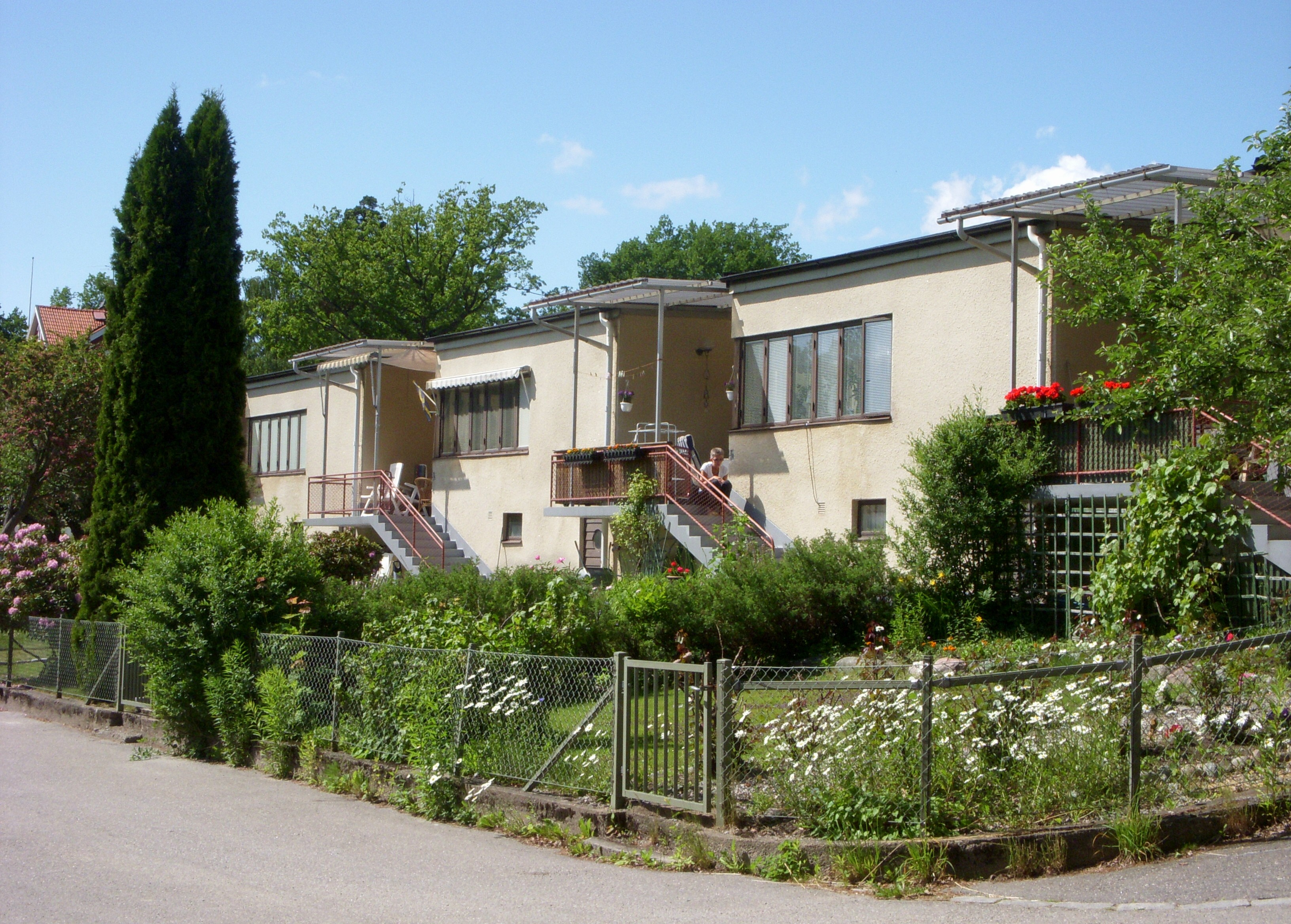
Vetevägen.
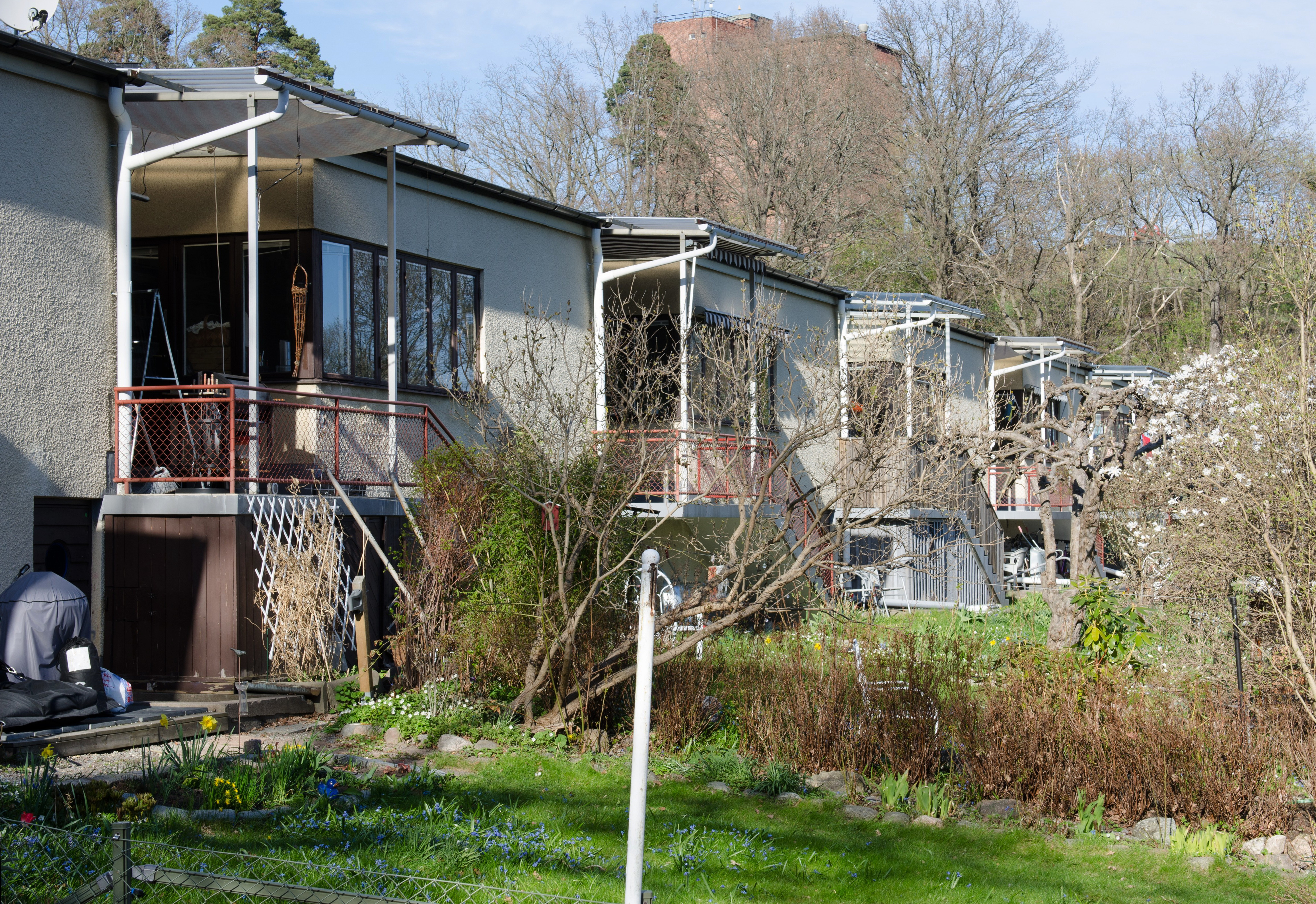
Rågvägen.

Flerbostadshus och Konsum
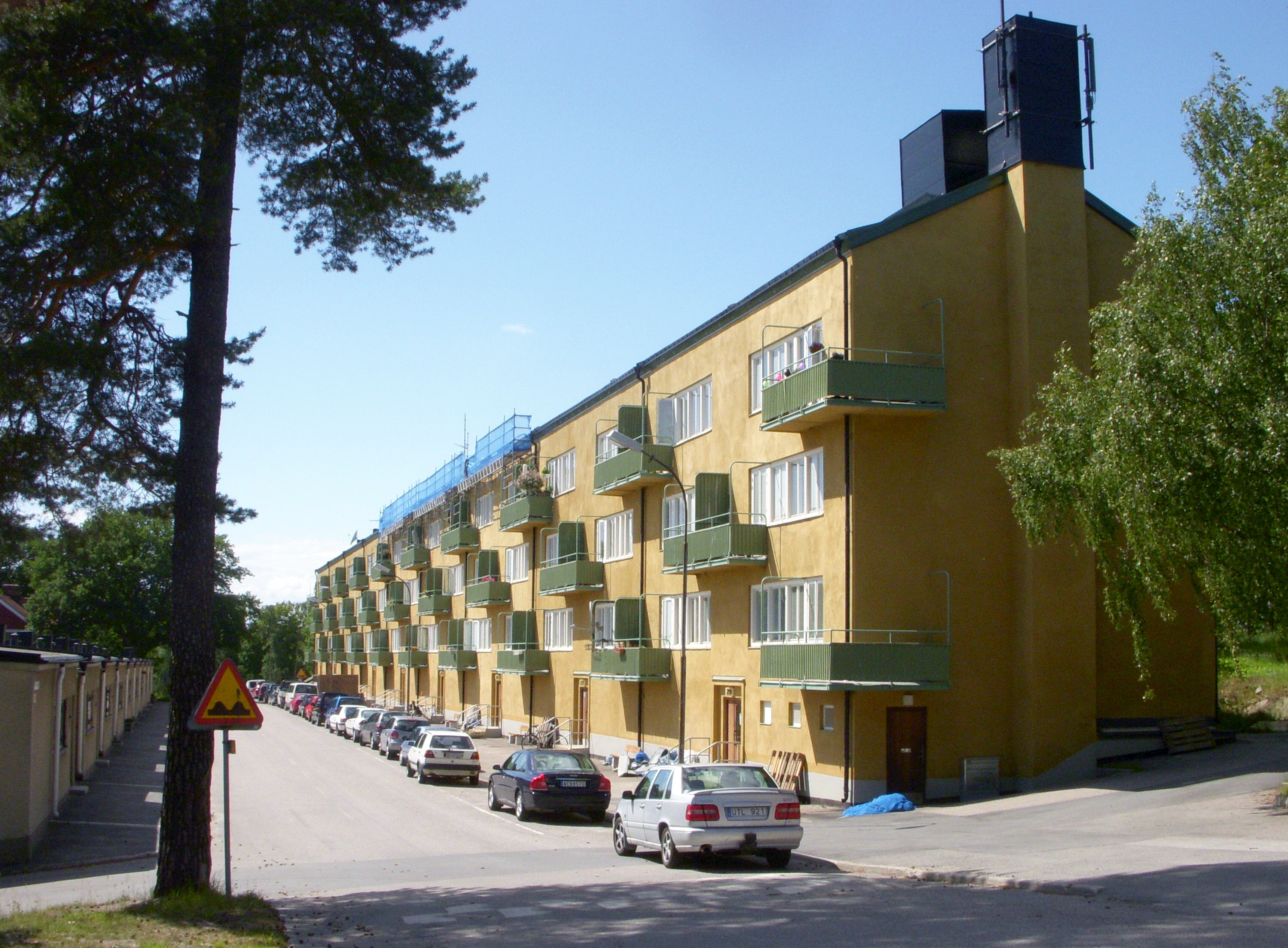
Lamellhuset från öster.
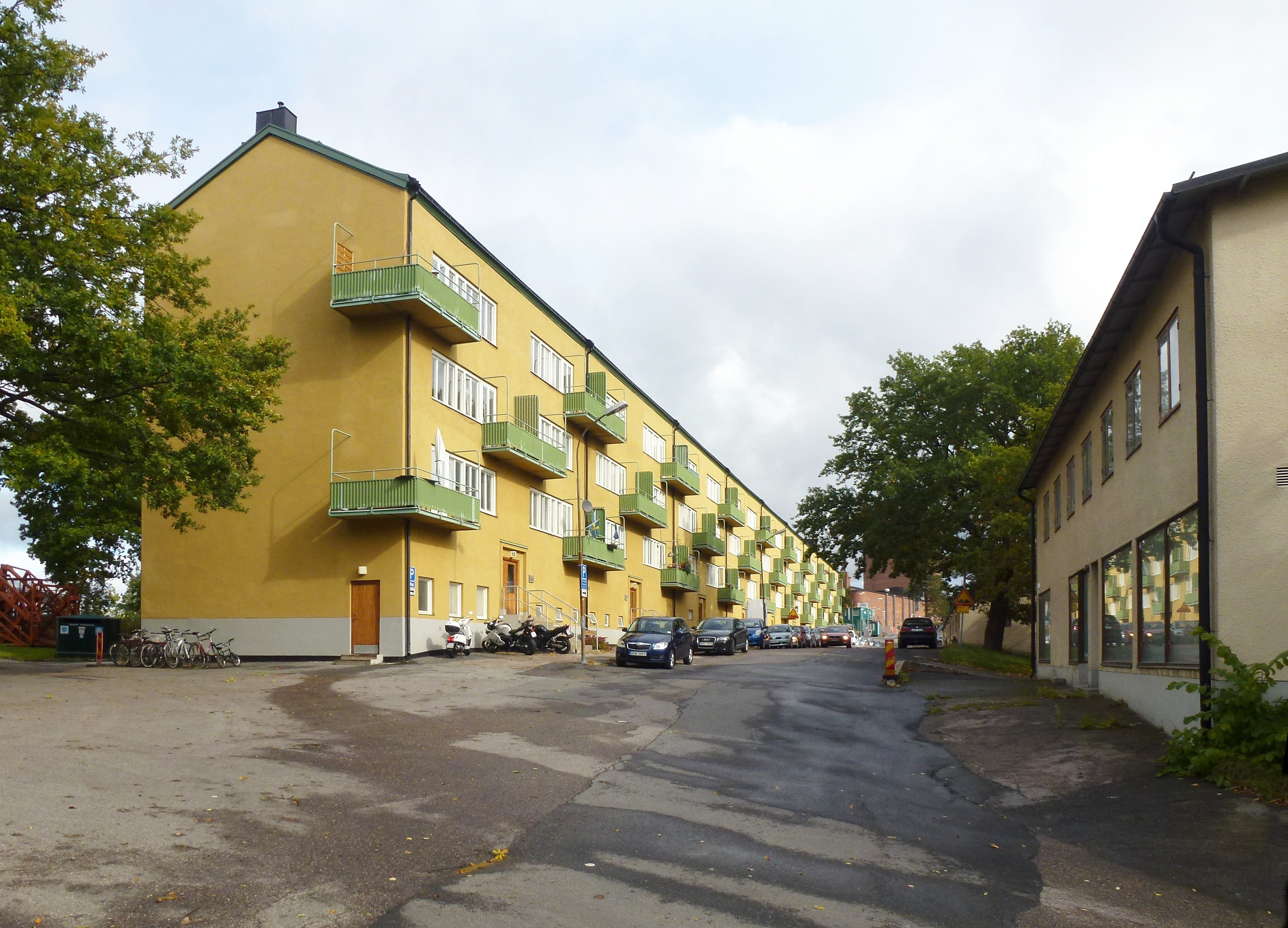
Lamellhuset och Konsum från väster.
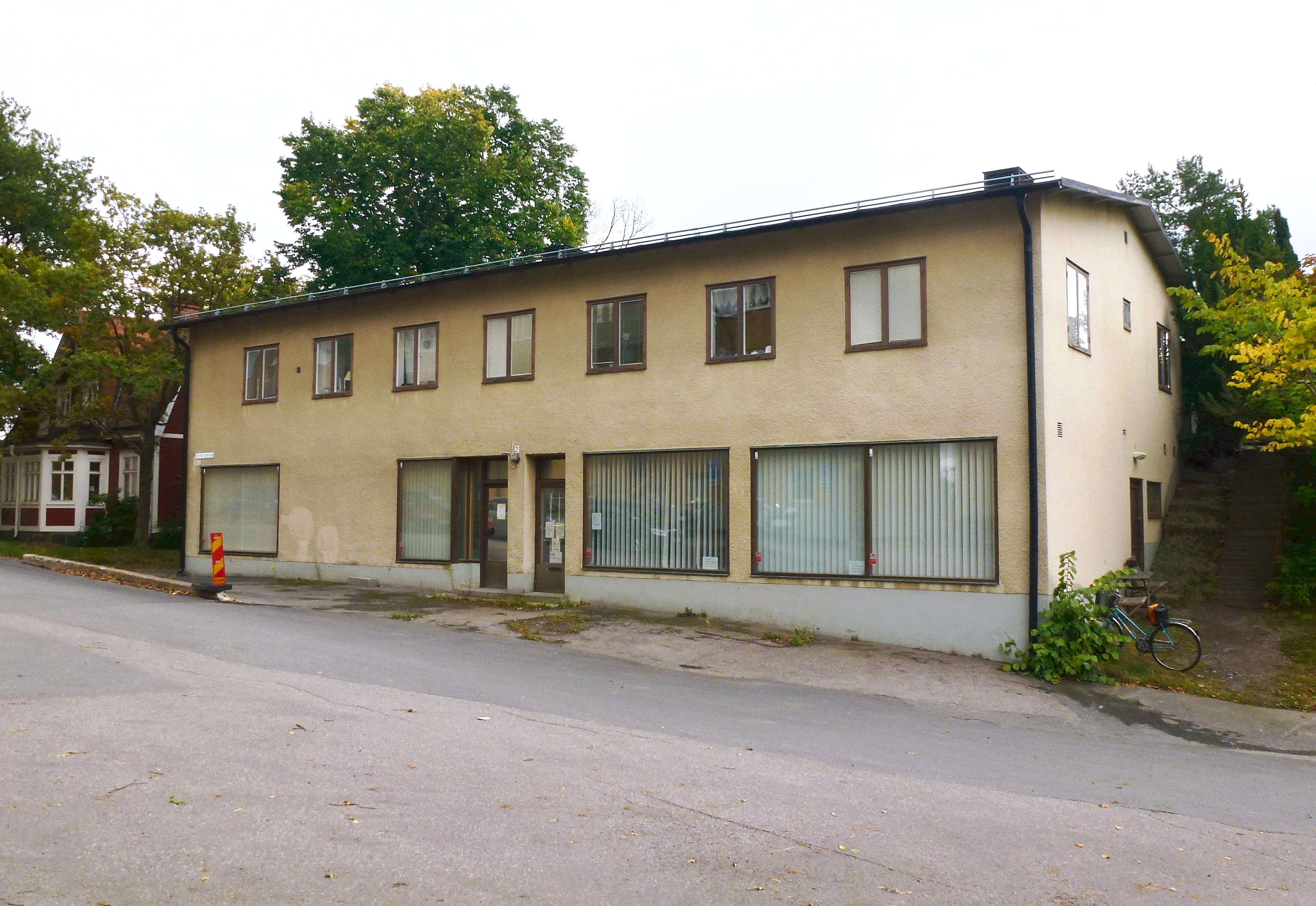
Gamla Konsumbutiken.
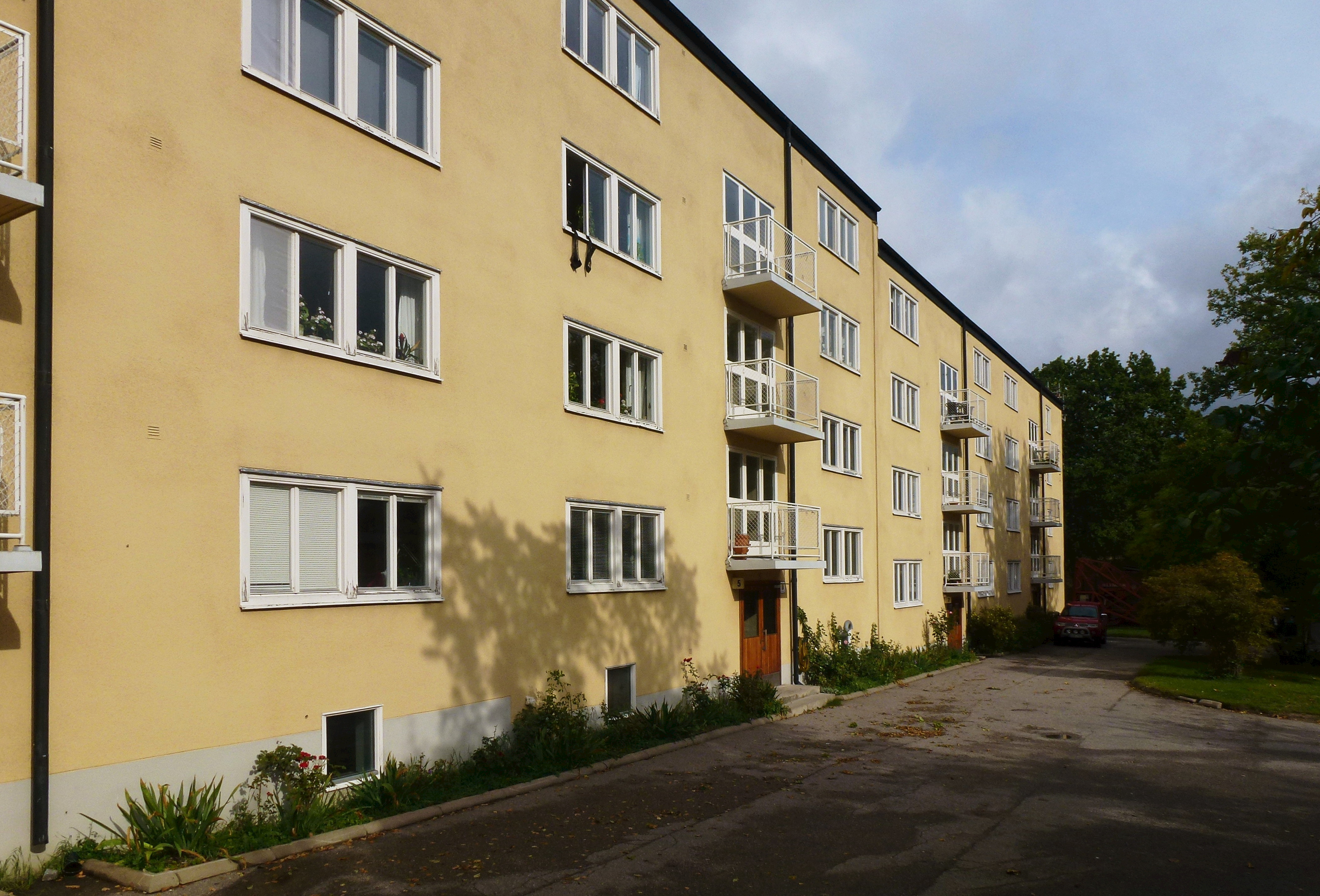
"EPA-huset" från väster.

## Röda villorna

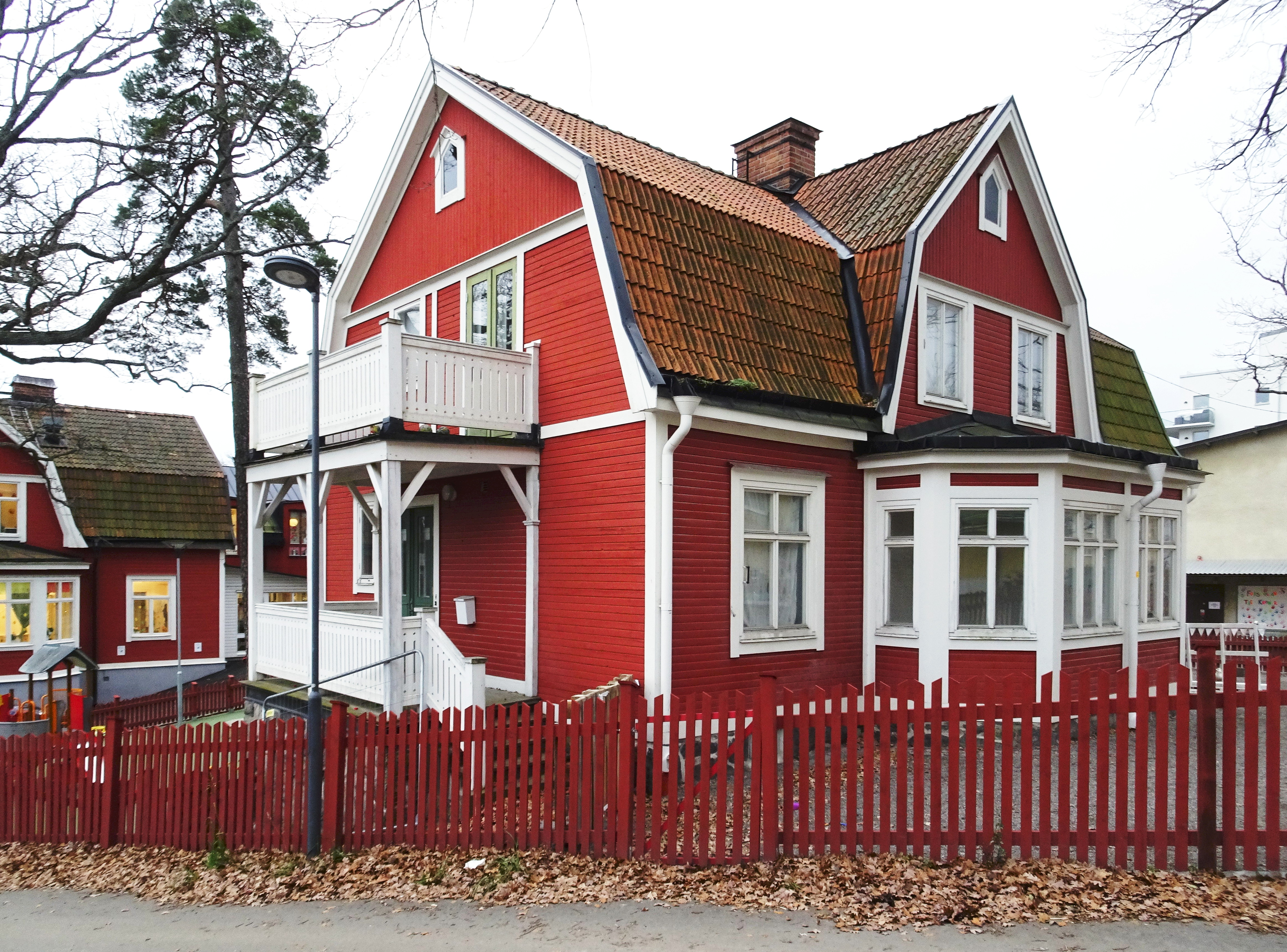
Norra villan "särskilt värdefull".

På 1870-talet anlade Stockholms Superfosfat Fabriks AB en fabrik för tillverkning av konstgödsel vid Gäddviken. De båda rödmålade trävillorna som ligger i hörnet Tre kronors väg / Valsvägen väster om radhusbebyggelsen uppfördes 1919-1920 för Superfosfatfabrikens arbetare. Husen, som ritades av arkitekterna W. Nygård och G. Götherström, är Kvarnholmens äldsta bevarade byggnader. Stilen är nationalromantisk och liknar en mindre herrgård från 1700-talet med brutet sadeltak och markerat frontespis.
Villorna är i det närmaste identiska. De har två våningsplan med två lägenheter på varje våning och rum på vinden. Den södra villan låg ursprungligen i sluttningen där radhusen nu finns. När radhusen byggdes på 1930-talet flyttades villan till sin nuvarande plats. Därefter hyrdes villorna ut till kvarnarbetare. Fram till 1970-talet var villorna omoderna och saknade både centralvärme och varmvatten. 1974 revs södra villan och ersattes av en kopia och en förskola flyttade in. 2004 inrymde södra villan skolverksamhet. 
År 2017 utfördes en renovering av villorna och modern tillbyggnad för södra villan tillkom ritad av Hidemark & Stinzing Arkitekter. Därefter flyttade Alexanderskolans privata förskola in. Till förskolan hör även den gamla Konsumbutiken. Den och norra villan har av kommunen bedömts vara ”särskilt värdefulla” och viktiga ur stadsbildssynpunkt.